# Convertitore termoionico
Un convertitore termoionico è un elettrodo caldo che emette per effetto termoionico elettroni su una barriera di energia potenziale verso un elettrodo freddo producendo in uscita energia elettrica. Si utilizza del vapore di cesio allo scopo di ottimizzare i lavori di estrazione dell'elettrodo e fornire ioni (per ionizzazione superficiale da contatto o ionizzazione da impatto di elettroni in un plasma) per neutralizzare la carica spaziale.

## Definizione
Da un punto di vista fisico – elettronico, la conversione di energia termoionica è la produzione diretta di energia elettrica da calore per emissione termoionica. Da un punto di vista termodinamico è l'utilizzo del vapore di elettroni che lavora come un fluido in un ciclo energetico. Un convertitore termoionico consiste di un elettrodo emettitore da cui gli elettroni sono vaporizzati da emissione termoionica ed un elettrodo collettore più freddo in cui essi condensano dopo conduzione attraverso il plasma che funge da inter-elettrodo. La corrente risultante, tipicamente alcuni Ampere per centimetro quadrato di superficie dell'emettitore, trasporta la potenza elettrica ad un carico ad una differenza di potenziale tipicamente di 0.5 – 1 Volt ed efficienza termica di 5 – 20% a seconda della temperatura dell'emettitore (1500 – 2000 K) e della modalità di funzionamento. Dettagli sulla storia, scienza e tecnologia della conversione di energia termoionica possono essere trovati in libri sulla materia.

## Storia
A seguito della prima dimostrazione pratica di un convertitore termoionico in modalità arco (i.e.modalità accensione) a vapore di Cesio ad opera di V. Wilson nel 1957, diverse sue applicazioni furono dimostrate nel decennio successivo tra cui il suo utilizzo con di fonti di calore solare, a combustione, a radioisotopi e reattore nucleare. L'applicazione più seriamente perseguita, comunque, era l'integrazione di elementi di combustibile nucleare termoionici all'interno del nucleo dei reattori nucleari per la produzione di energia elettrica nello spazio.
La temperatura operativa eccezionalmente elevata dei convertitori termoionici, che rende il loro utilizzo pratico difficoltoso in altre applicazioni, offre un vantaggio decisivo rispetto alle tecnologie di conversione dell'energia concorrenti nelle applicazioni spaziali dove richiesto lo smaltimento del calore radiante. Programmi sullo sviluppo di reattori spaziali termoionici furono condotti negli USA, Francia e Germania nel periodo 1963 – 1973; gli USA ripresero significativi programmi di sviluppo di elementi di combustibile nucleare termoionici nel periodo 1983 – 1993. Un programma di sviluppo di un reattore termoionico di grandi dimensioni fu condotto in USSR nel periodo 1960 – 1989 durante il quale un reattore termoionico fu sviluppato e provato nel 1972. Due sistemi alimentati con reattori termoionici (TOPAZ) furono messi in orbita e resi operativi nel periodo 1988 – 1989. Sebbene la priorità nello sviluppo di reattori termoionici è diminuita non appena il governo Americano e Russo tagliarono i fondi ai programmi spaziali, la ricerca e lo sviluppo della tecnologia nel settore della conversione di energia termoionica continua. Negli ultimi anni, sono stati condotti programmi riguardanti sistemi di generazione termoionica a riscaldamento solare per applicazione spaziale.
Sono stati sviluppati dei prototipi di sistemi di riscaldamento termoionici a combustione per il riscaldamento domestico, cogenerazione di energia elettrica e per sistemi di raddrizzamento

## Descrizione
Gli aspetti scientifici della conversione di energia termoionica riguardano principalmente il campo della Scienza delle superfici e Scienza del Plasma.Le proprietà della superficie dell'elettrodo determina il valore di emissione della corrente di elettroni ed il potenziale elettrico in corrispondenza della superficie dell'elettrodo, mentre le proprietà del plasma determinano il trasporto della corrente di elettroni dall'emettitore al collettore. Tutti i convertitori termoionici utilizzano il vapore di Cesio tra gli elettrodi e questo determina le proprietà del plasma e della superficie degli elettrodi. Il Cesio è utilizzato perché tra tutti gli elementi stabili è quello più semplice da ionizzare. Il lavoro di estrazione è una proprietà primaria delle superfici e rappresenta la barriera che limita la corrente emessa di elettroni dalla superficie dell'elettrodo ed essenzialmente è l'Entalpia di vaporizzazione degli elettroni dalla superficie. Il lavoro di estrazione è determinato principalmente da uno strato di atomi di Cesio assorbiti sulle superfici degli elettrodi.
Le proprietà del plasma che funge da inter-elettrodo sono determinate dal modo di funzionamento del convertitore termoionico.
Nella modalità accensione (o ad “arco”) il plasma è mantenuto dalla ionizzazione internamente degli elettroni da plasma caldo (circa 3300 K); nella modalità spegnimento il plasma è mantenuto attraverso l'iniezione in plasma freddo di ioni positivi prodotti dall'esterno; nella modalità ibrida il plasma è mantenuto da ioni che da una regione a plasma inter-elettrodo caldo vengono trasferiti in una regione a plasma inter-elettrodo freddo.

## Lavori recenti
Tutte le applicazioni citate, hanno impiegato la tecnologia in cui la conoscenza della fisica di base e le prestazioni del convertitore termoionico furono essenzialmente le stesse di quelle conseguite prima del 1970. Durante il periodo 1973 – 1983, però, negli USA furono condotte significative ricerche su convertitori termoionici avanzati funzionanti a basse temperature per le industrie alimentate a fossile e per la produzione di energia elettrica. Queste ricerche continuarono fino al 1995 per possibili applicazioni nella costruzione di reattori da utilizzare nel settore spaziale e navale. Questa ricerca ha mostrato che possono essere raggiunti sostanziali miglioramenti nell'operazione di conversione a basse temperature di esercizio aggiungendo dell'Ossigeno al vapore di Cesio,  eliminando la riflessione degli elettroni in corrispondenza delle superfici degli elettrodi ed attraverso l'utilizzo della modalità ibrida. In maniera del tutto analoga sono stati ottenuti dei miglioramenti in Russia attraverso l'uso di elettrodi contenenti Ossigeno ed attraverso studi di progettazione di convertitori termoionici ad alte prestazioni. Studi recenti hanno dimostrato che atomi Cs eccitati in un convertitore termoionico formano degli addensamenti di Cs - materia di Rydberg che fornisce una diminuzione del lavoro di estrazione del collettore (emettitore) da 1.5 eV a 1.0 – 0.7 eV. A causa del lungo tempo di vita della materia di Rydberg, il lavoro di estrazione rimane basso per un tempo tale che l'efficienza del convertitore termoionico si incrementa.